# Nelson-Kliffs
Die Nelson-Kliffs sind steile, rund 350 m hohe und 8 km lange Kliffs auf der westantarktischen James-Ross-Insel. Sie ragen in ost-westlicher Ausrichtung an der Nordflanke des Lomas Ridge zwischen dem Tortoise Hill und einer Landmarke 5 km nördlich des Jefford Point auf.
Das UK Antarctic Place-Names Committee benannte sie 2006 nach dem britischen Geologen Philip Humphrey Hardwick Nelson (* 1938), der die erste geologische Kartierung der James-Ross-Insel durchgeführt hatte.